# Předměstí (Svojanov)
Předměstí je malá vesnice, část městyse Svojanov v okrese Svitavy. Nachází se asi 1,5 km na jihovýchod od Svojanova. Prochází zde silnice II/365. V roce 2009 zde bylo evidováno 50 adres. V roce 2001 zde trvale žilo 65 obyvatel.
Předměstí je také název katastrálního území o rozloze 5,04 km2. V katastrálním území Předměstí leží i Dolní Lhota, Hutě a Studenec. Původně ke katastru náležela i osada Jobova Lhota.